# Migrant Mother
Migrant Mother är ett foto av Dorothea Lange från 1936. Fotot har motiv från dåtidens kaliforniska landsbygd och har i USA blivit en sinnebild för Den stora depressionen. Det var ett av de mest framträdande fotografierna i fotoutställningen The Family of Man på Museum of Modern Art i New York 1955, en utställning som därefter visades över hela världen.

## Motiv och historik
Bilden föreställer Florence Owens Thompson och tre av hennes barn och är taget vid ett tillfälligt läger för migrantarbetare utanför staden Nipomo i Kalifornien i USA en senvinterdag i mars 1936. Den togs av Dorothea Lange, när hon var på uppdrag av den federala amerikanska myndigheten Resettlement Administration (år 1937 omdöpt till Farm Security Administration). Etiketten i Library of Congress kartotek lyder: "Destitute pea pickers in California. Mother of seven children. Age thirty-two. Nipomo. California." Fotot är taget med en Graflex Series D-kamera med svart-vit film med bildformatet 5 x 4 inch (12,7 x 10,14 centimeter). Den förevisade bilden på Museum of Modern Art i New York är ett silvergelatintryck med måtten 28,3 x 21,8 centimeter.

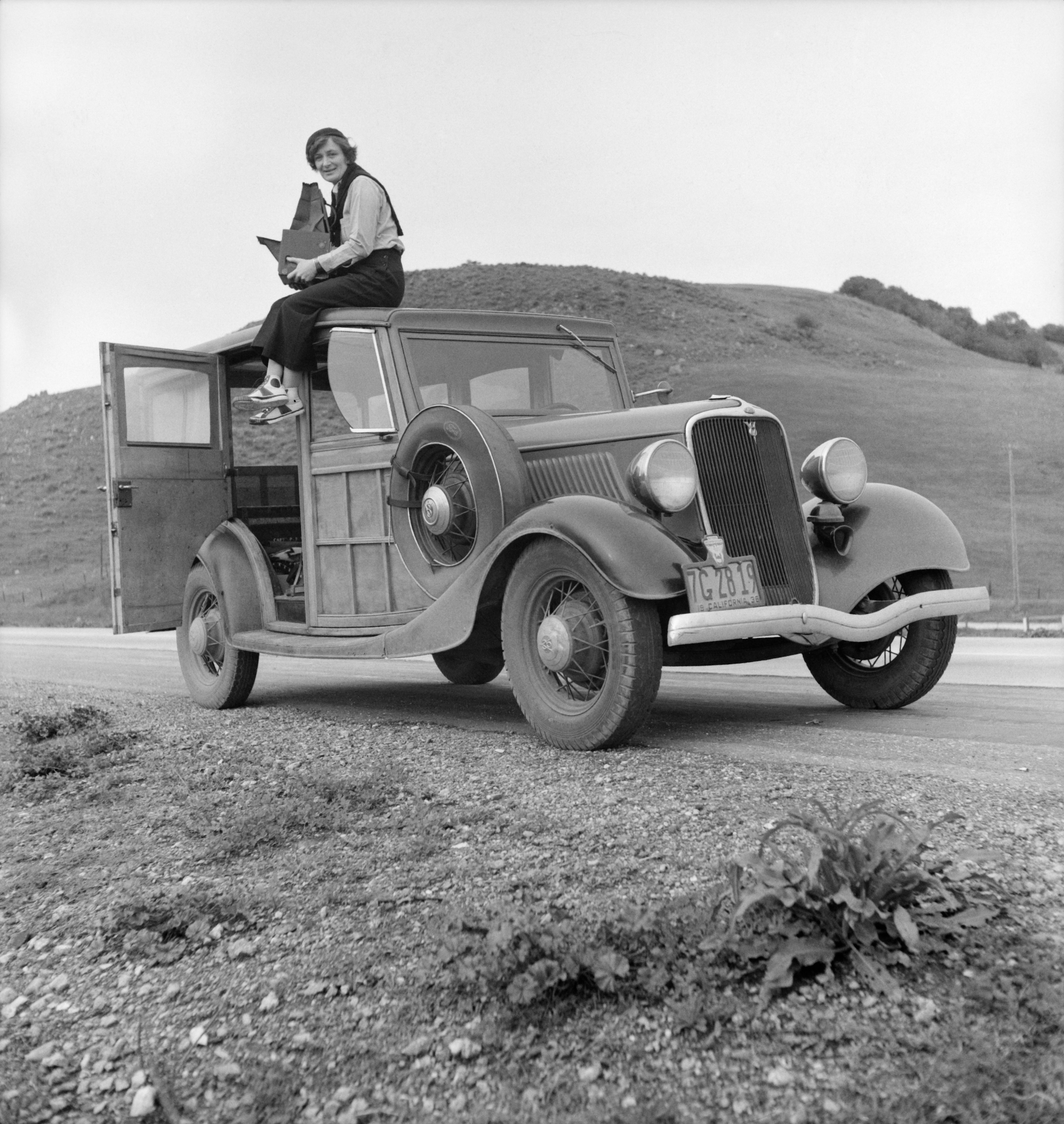
Dorothea Lange sittande med kamera på sin Ford Model 40 stationsvagn, 1936.

Dorothea Langes sammanträffande med Florence Owens Thompson skedde av en tillfällighet. Florence Owens Thompson och hennes man med sina barn var på väg på U.S. Route 101 i sin Hudson mot Watsonville i syfte att finna tillfällighetsarbete på fälten med salladsodling i Pajaro Valley, när kamremmen på bilen gick av och de tvingades göra ett uppehåll. Detta skedde utanför Nipoma, vid ett större läger av nödställda ärtskördare, som hamnat i knipa efter att ha blivit lockade av tidningsannonser att komma dit, men lämnats utan arbete på grund av att skörden förstörts av senvinterregn. Mannen och några av de äldre barnen i deras stora familj hade begivit sig in till staden för att ordna med bilreparationen, medan Florence och fyra barn stannade kvar vid ärtplockarlägret i ett temporärt tältskydd.
Dorothea Lange var på väg hem till Berkeley i sin Ford Model 40 efter en längre fotoreportageresa i södra Kalifornien för att fotografera migrantarbetare, när hon fick syn på skylten med texten "Pea-pickers camp". Först åkte hon förbi, men efter en stund vände hon och tog av från huvudvägen mot lägret. På väg in mot lägret fick som syn på Florence Owens Thompson och stannade för att fotografera. Hon tog under en tiominutersperiod sju bilder av Florence och barnen, först från längre håll och sedan nära inpå. Av allt att döma är den bild som senare blev berömd den sista i sviten.
Langes anteckningar om dessa foton är summariska. Hon tog sig heller inte tid att efterhöra vad Florence hette, var hon kom ifrån, eller omständigheterna till att hon befann sig där hon var. Hon antecknade att Florence var 32 år gammal, att hon hade sju barn och att hennes man var infödd Kalifornienbo. Hennes identitet blev inte känd förrän 1978.

### Omedelbart mottagande av fotot
Två av Langes foton från Nipoma publicerades i San Francisco News den 10 mars 1936 under rubriken “Ragged, Hungry, Broke, Harvest Workers Live in Squallor [sic].”. Just fotot "Migrant Mother" publicerades dagen därpå i samma tidning tillsammans med en ledare med rubriken “What Does the ‘New Deal’ Mean To This Mother and Her Children?”. Los Angeles Times rapporterade samma dag att California State Relief Administration skulle sända matleveranser till 2.000 svältande skördearbetare vid Nipomo dagen därpå.

### Senare berömmelse
Bilden var en av de 503 foton, som valdes ut av Edward Steichen till utställningen The Family of Man på Museum of Modern Art 1955, en utställning som sedan turnerade i flera upplagor till ett 90-tal städer i ett 30-tal länder under de följande sju åren, däribland Stockholm, Göteborg, Helsingborg, Helsingfors, Oslo, Köpenhamn, Århus, Ålborg och Odense. Den beräknas ha setts av över nio miljoner besökare.
Migrant Mother kan vara det foto i världshistorien som spridits i flest format, i flest tryckta exemplar och till flest platser än något annat fotografi. Ett skäl att det kan förhålla sig på det sättet är att det aldrig varit behäftat med restriktioner med privat copyright. Det är taget för en federal amerikansk uppdragsgivare och därmed omedelbart i public domain, fritt att användas av var och en utan att erlägga ersättning.
United States Postal Service utgav 1998 ett 32 cent-frimärke med en lätt beskuren Migrant Mother-bild, försedd med texten "America survives the Depression".
I Time Magazines projekt "100 Photographs: The Most Influential Images of All Time" 2017 inräknades Migrant Mother, placerad på plats nummer 17.

## Retuschering
Det foto som spridits (LC-USF34-9058-C) är en variant som är lätt retuscherad. Originalet (LC-DIG-ppmsca-12883) skiljer sig genom att det visar en liten bit av tummen på Florences vänsterhand i nedre högra hörnet.
Fotot togs på en svartvit film, men ett kolorerat foto har också cirkulerats.

## Bildgalleri
Kolorerad variant samt övriga sex bilder i bildsviten.

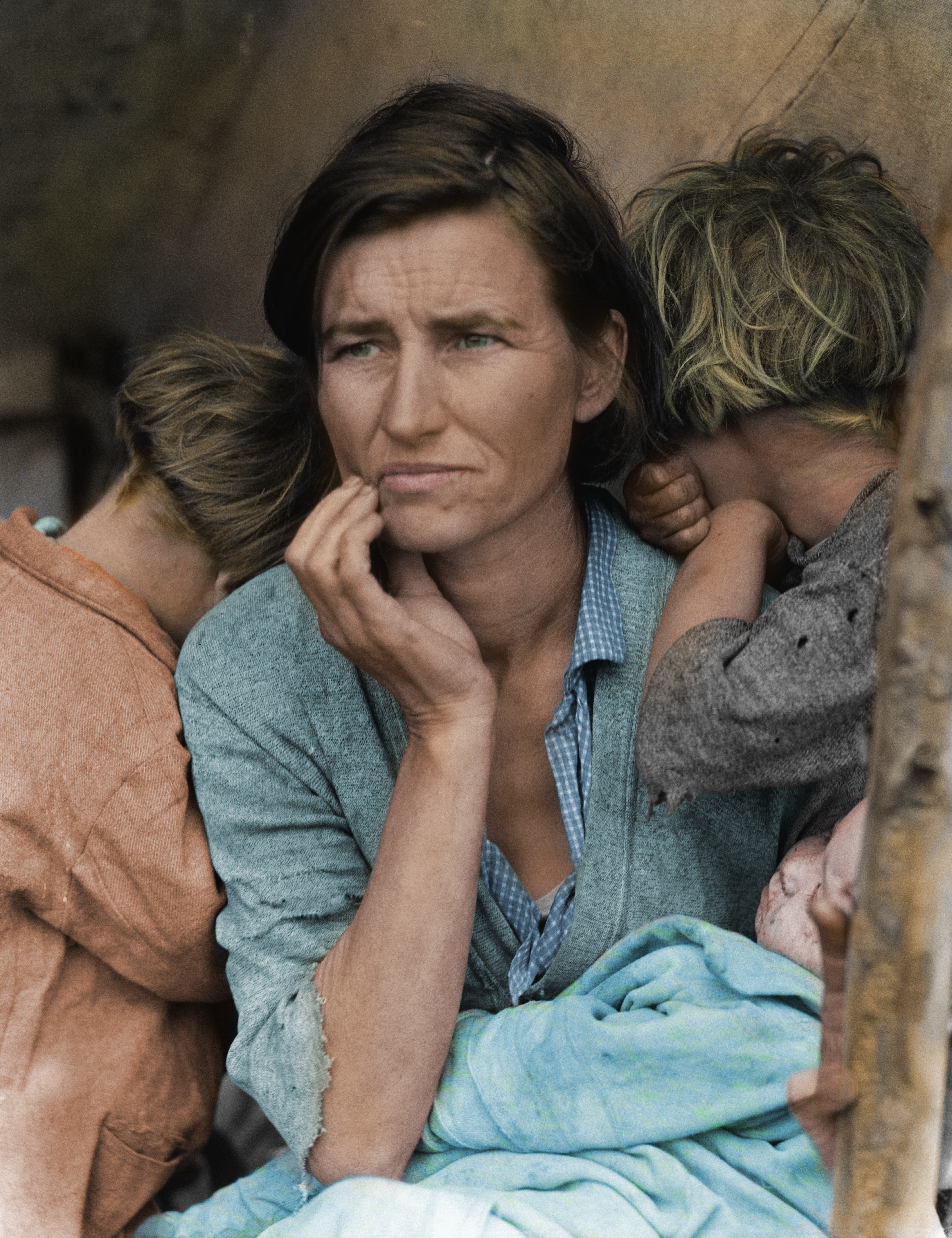
Kolorerad variant.
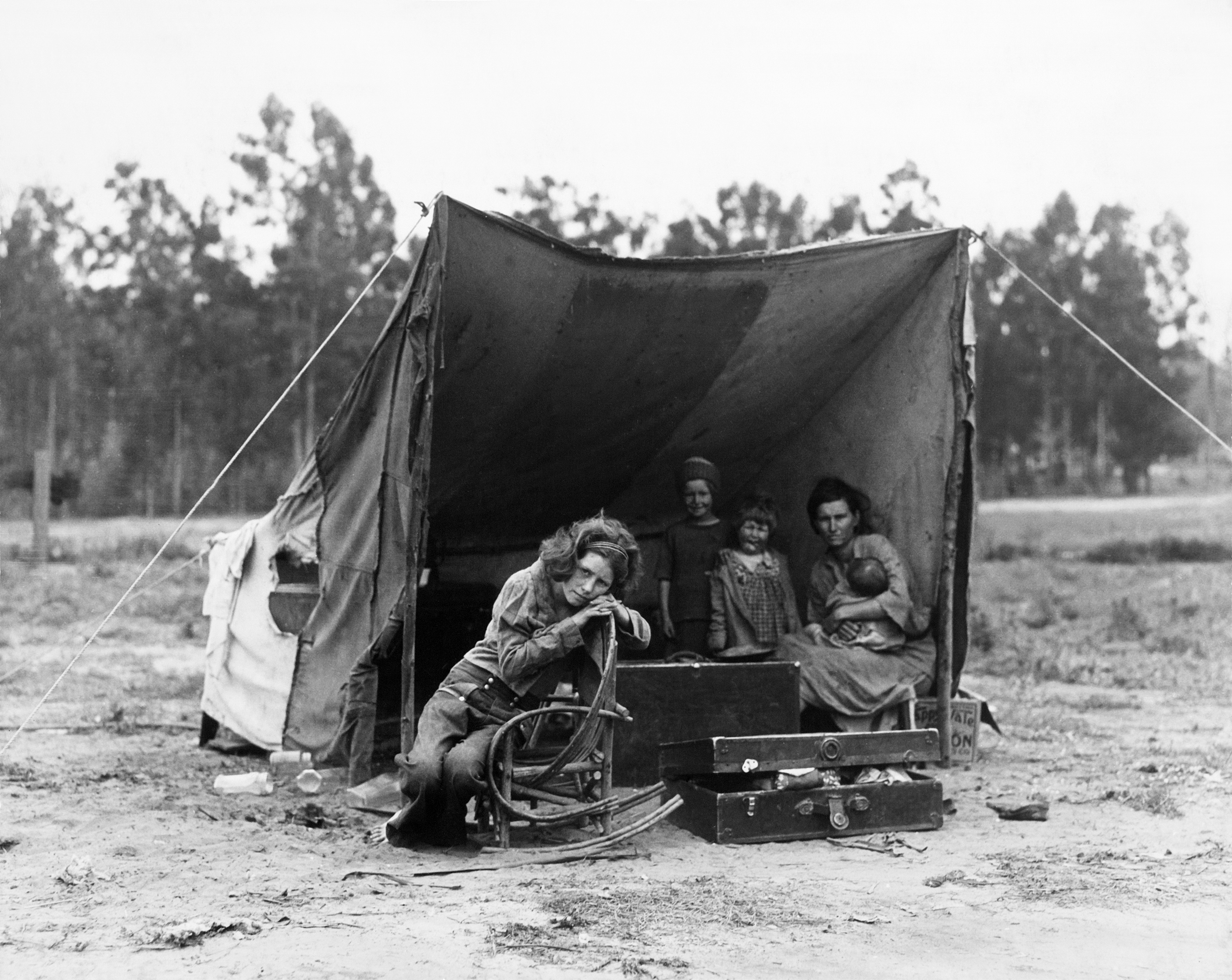
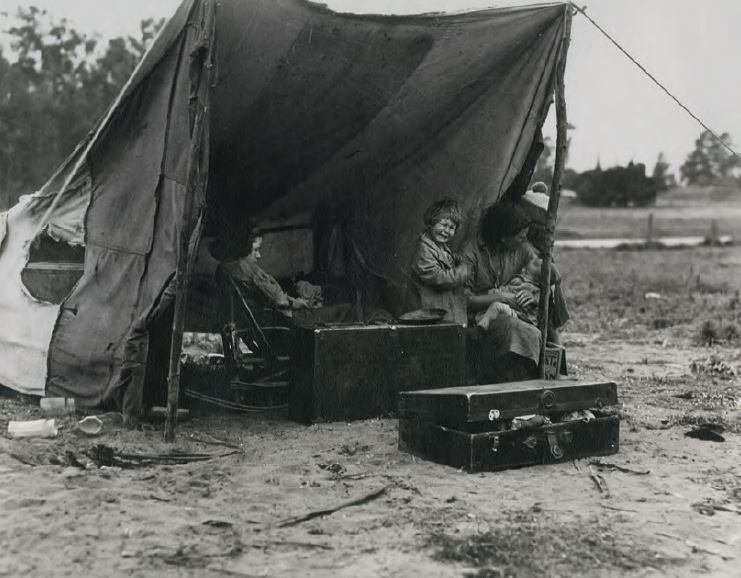
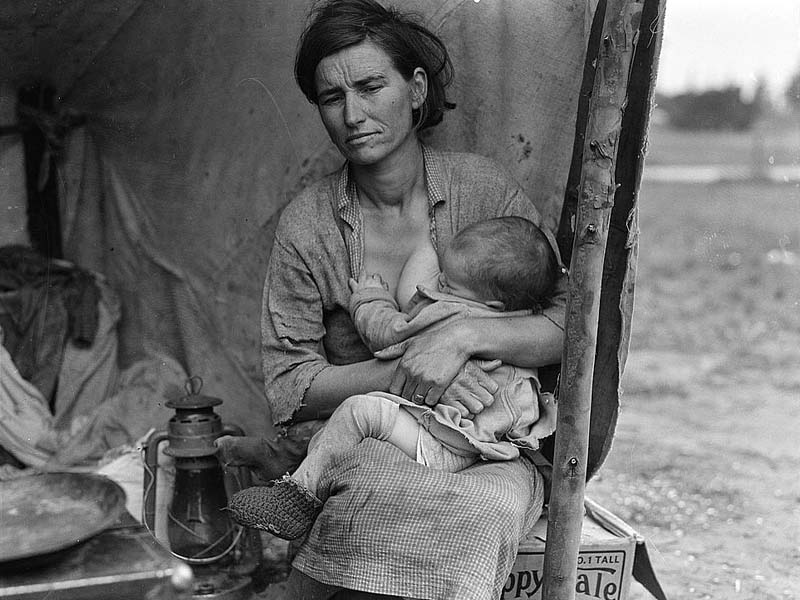
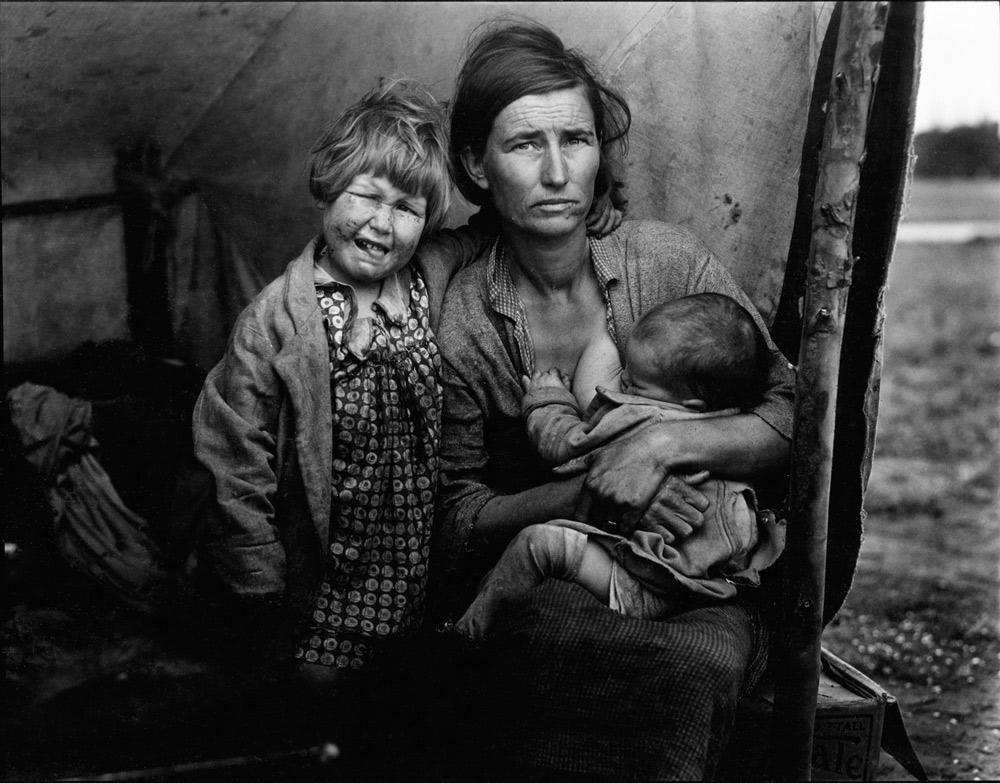
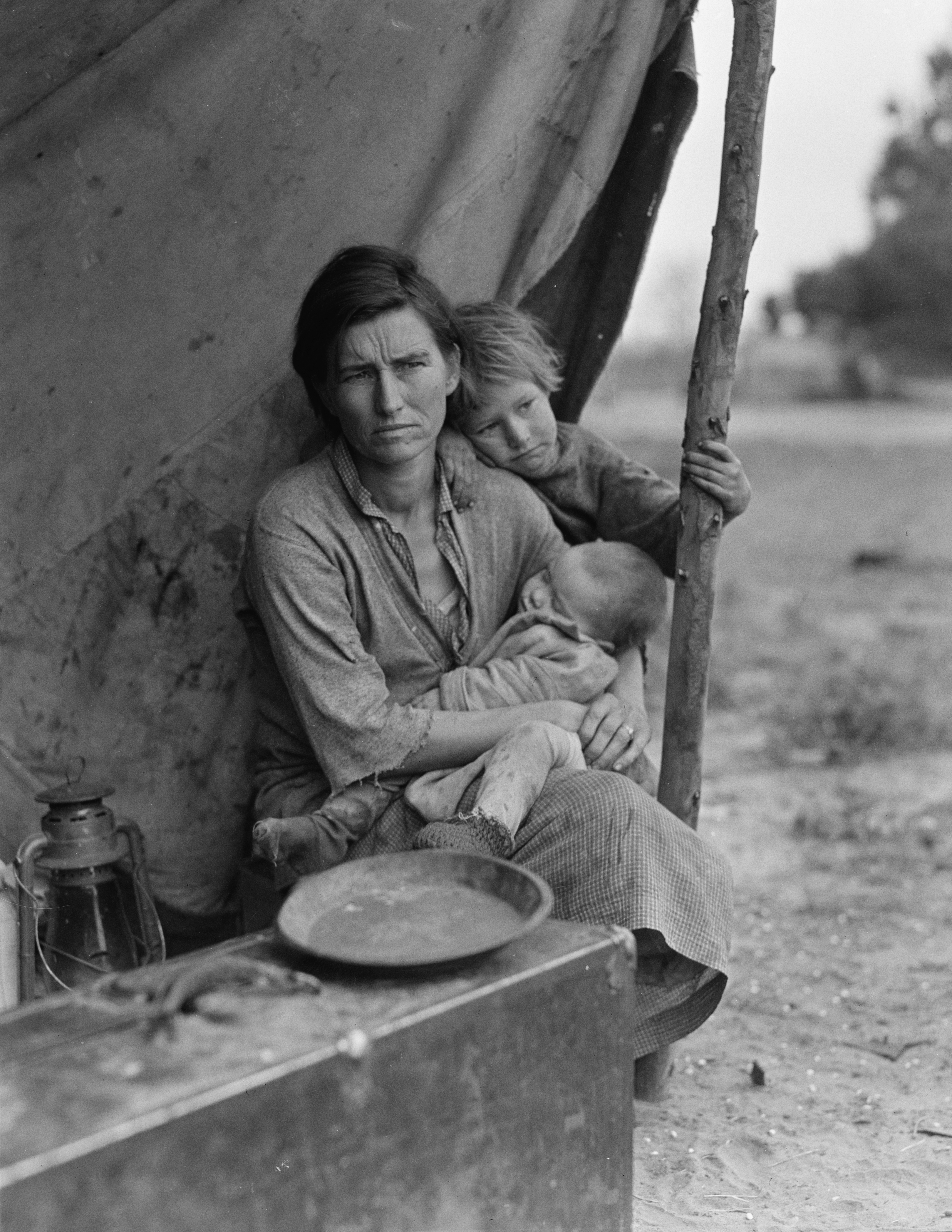
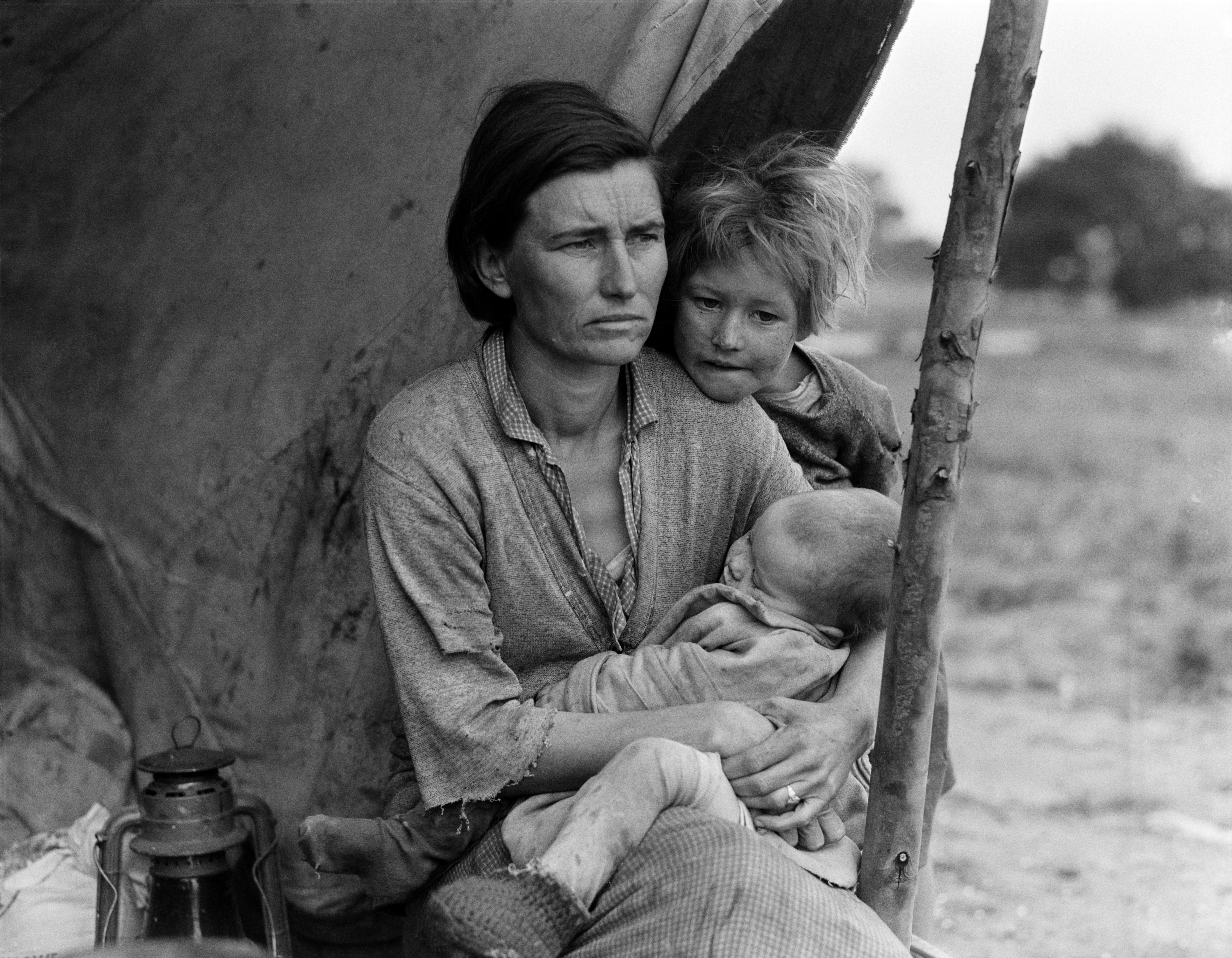